# Clasificación de Derivaciones Fármaco-terapéuticas
La Clasificación de Derivaciones Fármaco-terapéuticas (CDF) es una taxonomía para definir y agrupar las situaciones que requieren de la derivación entre los farmacéuticos y los médicos (o viceversa), en relación con la fármaco-terapia usada por los pacientes. Se publicó en el 2008. Es bilingüe: español / inglés (Classification of Pharmaco-Therapeutic Referrals).
Es una clasificación sencilla y eficaz para las derivaciones fármaco-terapéuticas entre médicos y farmacéuticos, que permite un lenguaje común interprofesional. Está adaptada para cualquier tipo de derivación entre profesionales sanitarios, y para aumentar su especificidad se puede combinar con las clasificaciones: ATC, CIAP-2 o CIE-10.
Forma parte del Proyecto MEDAFAR, cuyo objetivo es mejorar, mediante diversas actividades científicas, los procesos de coordinación entre médicos y fármacéuticos que trabajan en atención primaria de salud.

## Organizaciones promotoras
- Fundación Pharmaceutical Care España

- Sociedad Española de Médicos de Atención Primaria (SEMERGEN)

## Autores
- Raimundo Pastor Sánchez (Médico de Familia, CS Miguel de Cervantes SERMAS Este en Alcalá de Henares)

- Carmen Alberola Gómez-Escolar (Farmacéutica, Vicepresidenta de la Fundación Pharmaceutical Care España)

- Flor Álvarez de Toledo Saavedra (Farmacéutica Comunitaria, expresidenta de la Fundación Pharmaceutical Care España)

- Nuria Fernández de Cano Martín (Médico de Familia, CS Daroca SERMAS Centro en Madrid)

- Nancy Solá Uthurry (Dra. en Farmacia, Patrono de la Fundación Pharmaceutical Care España)

## Estructura
Se compone de 4 capítulos (E, I, N y S) y 38 rúbricas. La terminología utilizada sigue el estilo de la CIAP.
Cada rúbrica consta de un códico alfanumérico (la letra es el capítulo y el número el componente) y de un título de la rúbrica (el nombre asignado) se desarrolla y explica mediante:
- una serie de términos relacionados con el título de la rúbrica.
- una definición que expresa el significado de la rúbrica.
- un listado con criterios de inclusión y otro con los criterios de exclusión para matizar y seleccionar el contenido correspondiente a cada rúbrica.
- y ejemplos que ilustran cada término.
Además, incorpora un glosario con 51 términos definidos y consensuados; un índice alfabético con 350 palabras usadas en las rúbricas; y un modelo normalizado de hoja de intercosulta para facilitar las derivaciones de farmacéuticos comunitarios a médicos de atención primaria.

## Clasificación de Derivaciones Fármaco-terapéuticas MEDAFAR (tabulación)

### E. Efectividad (Effectiveness) / Eficiencia (Efficiency)
- E 0.	Efectividad / eficiencia no especificada
- E 1.	Indicación
- E 2.	Condiciones de prescripción y dispensación
- E 3.	Principio activo / excipiente
- E 4.	Forma farmacéutica / presentación
- E 5.	Dosificación
- E 6.	Calidad
- E 7.	Conservación
- E 8.	Consumo
- E 9.	Resultado.

### I. Información (Information) / Educación sanitaria (Health education)
- I 0.	Información / educación sanitaria no especificada
- I 1.	Situación / motivo de consulta
- I 2.	Problema de salud
- I 3.	Exploración complementaria
- I 4.	Riesgo
- I 5.	Terapia farmacológica
- I 6.	Terapia no farmacológica
- I 7.	Objetivo terapéutico
- I 8.	Sistema sociosanitario.

### N. Necesidad (Need)
- N 0.	Necesidad no especificada
- N 1.	Tratamiento por síntomas y/o signos
- N 2.	Tratamiento por motivos socio-económicos-laborales
- N 3.	Tratamiento por salud pública
- N 4.	Prevención
- N 5.	Atención sanitaria
- N 6.	Prueba complementaria para control de la terapia
- N 7.	Actividad administrativa
- N 8.	A petición del paciente (miedos, dudas, deseos).

### S. Seguridad (Safety)
- S 0.	Seguridad no especificada
- S 1.	Toxicidad
- S 2.	Interacción
- S 3.	Alergia
- S 4.	Adicción (dependencia)
- S 5.	Otros efectos secundarios
- S 6.	Contraindicación
- S 7.	Medicalización
- S 8.	Sustancia no regulada
- S 9.	Datos / confidencialidad.